# 藤井俊博
藤井 俊博（ふじい としひろ、1960年 - ）は、日本の国語学者。同志社大学文学部国文学科教授、表現学会代表理事。金田一京助博士記念賞受賞。

## 来歴・人物
兵庫県出身。1982年同志社大学文学部文化学科国文学専攻卒業。1987年龍谷大学大学院文学研究科博士後期課程単位取得満期退学。秋本守英に師事した。京都橘女子大学専任講師、同助教授、同志社大学文学部助教授を経て、同教授。2003年博士（文学）。2004年金田一京助博士記念賞受賞。2021年表現学会代表理事。専門は国語学。

## 著書
- 『今昔物語集の表現形成』（和泉書院） 2003年
- 『院政鎌倉期の文章文体研究』（和泉書院） 2016年

### 共編著
- 『大日本国法華経験記 校本・索引と研究』（編著、和泉書院） 1996年
- 『本朝文粋漢字索引』（編、おうふう） 1997年
- 『日本霊異記漢字総索引』（編、笠間書院） 1999年
- 『文法,語彙,日本語史』 改訂新版（佐治圭三, 真田信治監修、玉村禎郎共著、東京法令出版、日本語教師養成シリーズ） 2004年
- 『古典語研究の焦点 武蔵野書院創立90周年記念論集』（月本雅幸, 肥爪周二共編、武蔵野書院） 2010年